# Dennis Ritchie
Dennis MacAlistair Ritchie (n. 9 septembrie 1941, Bronxville⁠(d), Eastchester⁠(d), New York, SUA – d. 12 octombrie 2011, Berkeley Heights⁠(d), New Jersey, SUA) a fost unul dintre pionierii tehnologiei informației. A dezvoltat împreună cu Ken Thompson și alți programatori prima versiune a sistemului de operare UNIX la AT&T Bell Labs și a scris primul Unix Programmer's Manual (1971). Împreună cu Thompson și Brian Kernighan a dezvoltat limbajul de programare C și împreună cu Kernighan a scris cartea Limbajul de programare C (engleză The C Programming Language).